# BBC Micro
BBC Micro var en hemdator utvecklat av Acorn Computers för brittiska BBC. Acorn Electron var en billigare variant av BBC Micro.

## Historia
Under början av 80-talet startade BBC projektet BBC Computer Project vilket var ett projekt influerat av den BBC-producerade dokumentärfilmen The Mighty Micro som förutspådde mikrodatorns framtid och dess påverkan på Storbritanniens ekonomi, industri och livsstil. Detta resulterade i den första BBC Micro-datorn som kom 1981.
Mode 7 var en grafisk mode i BBC Micro för ett teletextsystem som användes av brittiska skolbarn på 1980-talet.